# Lionsgate
Lions Gate Entertainment Corporation, vanaf 2006 bekend onder de nieuwe merknaam Lionsgate, is een Canadees entertainmentbedrijf. Het is een succesvolle film- en televisiedistributeur, buiten de Verenigde Staten. Het concern bestaat uit verschillende onderdelen, waarvan de film, televisie en studiofaciliteitendivisies het belangrijkst zijn. Lionsgate wordt geleid door algemeen directeur en bestuursvoorzitter Jon Feltheimer en medebestuursvoorzitter Harald Ludwig.

## Korte geschiedenis
Lionsgate werd opgericht rond 1977 door de regisseur Robert Altman. In 1981 werd het bedrijf verkocht aan Jonathan Taplin. Pas in 1997 werd het bedrijf weer tot leven gebracht, onder de supervisie van de Canadese investeerder Frank Giustra. Het succes van Lionsgate begon met de controversiële film American Psycho, die geen distributeur kon krijgen voor Lionsgate. In 2003 nam Lionsgate Artisan Entertainment over. Artisan stond daarvoor het best bekend van The Blair Witch Project (1999).

## Divisies

### Filmdistributie
Lionsgate heeft films als The Hunger Games, Fahrenheit 9/11, American Psycho, Crash, The Hunger Games: Catching Fire en Monster's Ball gedistribueerd.
- Lionsgate Films

### Muziek
- Lionsgate Records

### Televisie
Mad Men en Orange Is the New Black zijn enkele Lionsgate-producties.
- Lionsgate Television

### Studio's
Door de jaren heen zijn de studio's erg populair geworden voor een non-Amerikaanse productiestudio. Onder andere de Warner Bros.-film Catwoman werd er opgenomen.
- Lionsgate Studios (Canada)

### Home Entertainment
- Lionsgate Home Entertainment
  - Family Home Entertainment

## Filmopbrengsten
| Nr. | Film                                    | Opbrengst (VS) | Première |
| --- | --------------------------------------- | -------------- | -------- |
| 1   | The Hunger Games: Catching Fire         | $424.668.047   | 22/11/13 |
| 2   | The Hunger Games                        | $408.010.092   | 23/03/12 |
| 3   | The Hunger Games: Mockingjay Part 1     | $329.793.175   | 21/11/14 |
| 4   | The Twilight Saga: Eclipse              | $300.531.751   | 30/06/10 |
| 5   | The Twilight Saga: New Moon             | $296.623.634   | 20/11/09 |
| 6   | The Twilight Saga: Breaking Dawn Part 2 | $292.324.737   | 16/11/12 |
| 7   | The Twilight Saga: Breaking Dawn Part 1 | $281.287.133   | 18/11/11 |
| 8   | Divergent                               | $150.947.895   | 21/03/14 |
| 9   | Fahrenheit 9/11                         | $119.194.771   | 23/06/04 |
| 10  | The Expandables                         | $103.068.524   | 13/08/10 |